# 숙경공주
숙경공주(淑敬公主, 1648년 2월 22일(음력 1월 29일) ~ 1671년 2월 17일 (음력 1월 9일))는 조선의 왕족으로, 효종과 인선왕후의 여섯째 딸이다.

## 생애

### 출생과 혼인
1648년(인조 26년) 1월 29일, 당시 왕세자였던 봉림대군(효종)과 세자빈 장씨(인선왕후)의 여섯째 딸로 태어났다.
1659년(효종 10년) 3월, 우의정 원두표(元斗杓)의 손자이자 익위사세마(翊衛司洗馬) 원만리(元萬里)의 아들 흥평위(興平尉) 원몽린(元夢鱗)과 혼인을 약속하였다. 같은해 5월 효종이 승하하자 효종의 상을 마치고, 1661년(현종 2년) 가례를 올렸다.

### 공주 시절
1664년(현종 5년), 현종은 도방군(到防軍)을 숙경공주의 저택을 짓는데에 보내어 부역을 시켰는데 승지 이원정(李元禎)이 법에 어긋난다며 사역을 중지시킬것을 청하였으나 현종은 이를 묵살하였다. 이후에도 숙경공주의 저택 공사와 관련하여 간원이 중지할 것을 청하였다.
 
숙경공주의 저택 터를 여염집이 즐비한 곳에다 잡아
철거된 인가가 30여 호(戶)에 이른다는 이유로 연달아 아뢰고 힘써 쟁론하였으나,
상(현종)이 따르지 않았다.
 — 《현종실록》 18권,
현종 11년(1670년 청 강희(康熙) 9년) 8월 19일 (계묘)

### 사망
1671년(현종 12년) 1월 9일, 숙경공주는 입궁하여 왕과 대비를 알현하려다가 갑작스럽게 천연두를 앓아 집으로 되돌아갔다. 공주의 생명이 위독해지자 현종은 공주의 시아버지인 원만리를 불러 병구완을 하게 하였으나 곧 죽었다.
숙경공주의 상에 현종이 백관과 함께 숭문당에서 곡을 하였다. 당시 현종의 건강이 좋지 않아 약방에서 만류하였지만 현종은 이를 듣지 않았다.
숙경공주의 졸기

숙경공주가 죽었다.
공주가 입궐하여 윗전을 뵈러 나아갔다가 갑자기 마마를 앓아 집으로 돌아갔는데
그대로 일어나지 못하였다.
상(현종)이 백관을 거느리고 숭문당(崇文堂)에서 거애(擧哀)하였다.
이때 상이 편찮았으므로 약방(藥房)이 세 번이나 아뢰어
거애하는 일을 멈출 것을 청하였으나 따르지 않았다.
 — 《현종실록》 19권,
현종 12년(1671년 청 강희(康熙) 10년) 1월 9일 (신유)
숙경공주의 남편 원몽린도 공주가 죽고 3년 뒤 사망했다.
원몽린의 묘비에는 공주가 《소학》과 《내훈》에 통달하였다고 적고 있다. 자식은 외동딸밖에 없어 시조카인 원명구(元命龜)를 양자로 들여 제사를 받들게 하였다.

## 사후
묘소는 경기도 여주시 대신면 상구리, 죽서 원몽린 묘역에 있다. 2004년 5월 6일 경기도의 문화재자료 제129호로 지정되었다. 봉분은 단분으로 남편 원몽린과 합장묘이다
석물로는 묘비 1기, 상석,향로석 각 1기, 망주석,문인석 각 1쌍 및 계체석 등이 있다. 봉분은 원형의 호석을 두르고 있고 봉분 주위에는 곡장(曲墻)이 설치되어 있다. 묘역에 이르는 입구에는 신도비가 1기 세워져 있다. 묘역 좌우에는 망주석과 그 앞쪽으로 문인석이 각각 1쌍씩 배치되어 있다. 망주석은 폭이 159cm의 규모로 좌우측 모두 올라가는 형태의 쥐모양이 양각되어 있다.
문인석의 형태는 양관조복에 홀을 들고 있는 형상이다. 조복 앞면에는 홀을 든 손등으로부터 포(袍)의 주름이 묘사되어 있고 뒷면에는 연화문양이 있는 대(帶)와 여의운문이 양각되어 있는 후수(後綬)를 묘사하였다.
묘소를 둘러싸고 있는 곡장은 좌우 측면만 높게 조성되어 묘역을 보호하고 후면은 3단의 석축으로만 쌓고 뒤쪽에 조성되어 있는 묘역으로 이동할 수 있도록 돌계단을 조성한 것이 특징이다.

## 가족 관계
| - 아버지 : 효종(孝宗, 1619~1659) - 어머니 : 인선왕후 장씨(仁宣王后 張氏, 1618~1674) - 언니 : 숙신공주(淑愼公主, 1634~1645) - 언니 : 숙안공주(淑安公主, 1636~1697) - 언니 : 숙명공주(淑明公主, 1640~1699) - 오빠 : 현종(顯宗, 1641~1674) - 언니 : 숙휘공주(淑徽公主, 1642~1696) - 언니 : 숙정공주(淑靜公主, 1646~1668) | - 부마 : 흥평위(興平尉) 원몽린(元夢麟, 1648~1674) - 장녀 : 원숙희(元淑喜, 1668 ~? ) - 양자 : 원명구(元命龜) : 시동생 원몽익(元夢翼)의 아들, 인현왕후의 외종질 |

## 참고 자료
- 숙경공주 - 한국학중앙연구원